# Jean-Noël Huck
Jean-Noël Huck (Mutzig, 20 dicembre 1948) è un allenatore di calcio ed ex calciatore francese, di ruolo centrocampista.